# Armhävning

Armhävning - kan även utövas med smalare grepp.

Dand, även känd som en Hinduisk push-up. Detta är den mest grundläggande versionen, liknande den som används av Bruce Lee som hänvisade till den som en kattsträcka.

Armhävning är träning för överkroppen som traditionellt utförs med kroppen horisontellt orienterad med endast handflator och tår mot underlaget. Den tränande "häver" kroppen upp tills armarna är raka varefter denne åter sänker sig mot underlaget. 
För ökad belastning låter man bli att gå hela vägen upp samt hela vägen ner. För att öka svårigheten ytterligare kan handflatornas position på marken varieras, alternativt utförs övningen med enbart en hand på underlaget.
För minskad belastning kan armhävningar utföras på knä (fötterna lyfta) och händer på underlaget. 

Pike Armhävningar är en bra kroppsviktsövning som riktar sig till axlarna, triceps och övre bröstet. Denna rörelse efterliknar en sittande press och hjälper till att bygga överkroppsstyrka. För att utföra dem korrekt, spänn din mage och bibehålla en inverterad V-form hela tiden.

Enarmsarmhävning kallas det då man gör en armhävning med bara ena handen som stöd. Andra typer av armhävningar är "roterande armhävning", "dand", "dykarmhävning", "stepuparmhävning", "gående armhävning", samt "trepunktsarmhävning". Det finns även varianter med armhävning med klapp och på knogarna och även handlederna.